# Ópates
Els ópates –també anomenats tehuimes o tegüimes– són un grup ètnic d'indígenes mexicans a punt de desaparèixer com a unitat ètnica única diferenciada. Habiten a les muntanyes de Sonora i al nord-est de Chihuahua, Mèxic. Formen part de les llengües taracahites del grup uto-asteca. Des de 1950 no s'han registrat parlants de la seva llengua i únicament es conserven unes poques frases aïllades. La llengua ópata pertany, com el mayo i el yaqui, al grup cáhita.

## Localització geogràfica
Els ópates van ocupar una àrea extensa en les parts de l'est i centrals de l'estat de Sonora, en les conques altes dels rius, que ara correspon a gairebé tots els districtes de Sahuaripa, Moctezuma i parts d'Ures i Arizpe. El centre de la civilització ópata va ser situat a la regió de Sahuaripa. Molts ópates van emigrar al nord, a Arizona i Califòrnia, a la fi del segle xix.

## Subdivisions i llengua
Els ópates es dividien en tres grups principals:
- Ópata Tegüis (per la vila de Tegui que vivien a les viles d'Opodepe, Terapa, Cucurpe, Alamos i Batuco.
- Ópata Tegüimas (Teguima), que vivien a les viles de Sinoquipe, Banamichi, Huepaca, Aconchi, Babiacora, Chinapa, Bacuachi, Cuquiarachi i Cumpas.
- Opata Cogüinachis (Coguinachi), que vivien a les viles de Toniche, Matape, Oputo, Oposura, Gluasavas, Bacadeguachi, Nacori i Mochopa.

El grup Eudeve vivia a la part meridional del territori ópata i se'l considerava una branca a part. El grup jova vivia a la part superior del riu Yaqui, en els llogarets de Bacaniyagua, Baipoa i Baypon, Natora, Oparrapa, Orasaqui, Sereba, i Setasura. Manuel Orozco y Berra els considera com a part dels ópata, mentre que Swanton només els considera relacionats.
El professor Manuel García Madrid, un ópata de Sonora, ha publicat un text lingüístic, Hía Tehuikatzion, en dialecte tehuima. L'antropòleg lingüístic David L. Schaul ha realitzat una àmplia investigació i ha publicat molt material sobre el dialecte eudeve. L'antropòleg de camp Campbell Pennington ha investigat i publicat molta informació sobre els pobles ópata i els seus dialectes durant els darrers anys de la seva història. Com que els tres dialectes ópata són molt similars i els tres grups vivien un al costat de l'altra, els missioners franciscans que en tenien agrupats uns 1.800 els anomenaren a tots "Opata."

## Població
La població estimada per a l'Opatería estimava el seu nombre a l'arribada dels espanyols entre 20.000 (càlculs dels frares franciscans) i 70.000, però la majoria de les estimacions estan més a prop de la xifra més gran. Els ópates eren els més nombrosos dels diversos grups indígenes a l'estat de Sonora, i les valls dels rius del seu territori eren densament poblats amb els seus llogarets permanents. Les malalties, la guerra i la fam va reduir la població d'Opateria a 6.000 cap al 1764. Es van comptar 5.000 membres d'aquesta ètnia a principis del segle xx, encara que potser en algun moment van poder arribar als 60.000 membres. Actualment, alguns sectors del govern mexicà els consideren extints. Els pocs grups i descendents civils d'ópates intenten preservar la seva herència i la seva llengua. Avui no hi ha ópates purs, però els seus descendents mestissats són majoria a l'antic territori ópata. Molts descendents d'ópates viuen a altres parts de Sonora, a arreu de Mèxic i al sud-oest dels Estats Units, principalment a Arizona, on s'han dedicat a l'agricultura i a la mineria.

## Etnologia
Els ópates no van tenir artesanies pròpiament dites, exceptuant la cistelleria. Si feien ceràmica era principalment per a ús propi. A més fabricaven bats i culleres de fusta.
Els centres per a les activitats religioses del grup ópata són els temples catòlics. El sant més comú entre els ópates és San Isidro Labrador, molt venerat en tota l'àrea i patró de diversos llogarets.
La paraula ópata significa ‘gent hostil' en pima i era el terme usat pels pimes quan es referien als ópatas. Pel que sembla els ópates s'haurien referit a si mateixos simplement com tehuima, 'homes'.
Segons els historiadors el mestissatge en Sonora es va donar amb els ópates, més que cap altra raça o tribu indígena. I malgrat ser lleials al govern mexicà, en 1820 es van rebel·lar com a part d'un moviment per aconseguir un país lliure al nord-oest de Mèxic, regit per la població indígena, però al cap de poc d'alçar-se van ser derrotats.

## Història
En el moment del primer contacte amb els espanyols a mitjans del segle xvi l'Opateria era una terra de "petits estats", una sèrie de ciutats agrícoles independents disperses amunt i avall de les valls interiors del Sonora i d'altres rius. Hi havia almenys 5 petits estats ópata, i uns altres 4 eren ópata, pimes o barrejats. Els petits estats tenien poblacions d'alguns milers de persones i consistien en llogarets envoltats d'habitatges dispersos i terres de cultiu de regadiu per a plantar blat de moro, carbassa, fesols, i cotó. Tanmateix, els jova, eren un poble més dispers i vivien en un terreny més accidentat, i depenien més de la caça i la recol·lecció que els altres grups ópata.
El ópata van resistir ferotgement l'expedició de l'explorador espanyol Francisco Ibarra en 1565 i durant un període de 60 anys els espanyols no van dur a terme més intents de conquerir l'Opatería. Tanmateix, durant aquest període els petits estats van decaure a causa de les malalties epidèmiques introduïdes pels europeus, que van delmar la població ópata i de llurs veïns, i els estats foren substituïts en part per una població molt reduïda, i s'escampà la cultura de petits assentaments. "ranxeries" i habitatges dispersos. Els missioners jesuïtes va establir una missió a Opatería en 1628 i inicialment detectaren poca oposició als seus esforços per evangelitzar, i més tard, per tornar a organitzar la societat ópata sota domini espanyol. A poc a poc els ópates es convertiren en aliats de conveniència dels espanyols. Soldats ópates es van unir a les campanyes espanyoles contra el seu enemic comú, l'apatxes. En 1800 el ópata eren majoritàriament cristians, habitualment parlaven castellà i en gran part estaven sota domini del govern espanyol. Mols ópates treballaren com assalariats als ranxos espanyols o emigraren a les ciutats per treballar a les mines.
Les tensions entre els espanyols, els mexicans i el ópates es manifestaren en nombroses revoltes al segle xix. El 1820 uns 300 guerrers ópates derrotaren una força de 1.000 soldats espanyols i van destruir un poble miner prop de Tonichi. Més tard, van guanyar una altra batalla a Arivechi matant més de 30 soldats. Finalment una força de 2.000 soldats espanyols va derrotar els ópates, obligant als supervivents a rendir-se. Els espanyols executaren els líders ópates, incloent l'eudeve Dorame, el cognom del qual encara és força comú a la regió ópata de Sonora. Les revoltes van continuar després que Mèxic va obtenir la seva independència d'Espanya el 1821. Un altre líder ópata Dolores Gutierrez, fou executat pels mexicans en 1833 per la seva participació en una revolta. Encara que el ópata tenien reputació de guerrers formidables, mai foren capaços d'unir-se com un sol poble per a oposar-se als espanyols i als mexicans.
La major part del ópata van fer costat als francesos durant el seu breu govern a Mèxic des de 1864 fins a 1867, igual que la majoria dels indis sonorenses. Un ópata, Refugio Tanori, va esdevenir general de les forces militars de suport a l'imperi de Maximilià I. Quan van ser derrotades les forces de Tanori va fugir a Guaymas i va pujar a un vaixell rumb a la Baixa Califòrnia. Abans que el vaixell arribés a la península fou detingut per les forces republicanes. Tánori va ser capturat i executat. La retribució dels mexicans contra els ópates després de la derrota dels francesos es va traduir en la pèrdua de gairebé totes les seves terres restants i el final de la seva resistència al govern mexicà.
En 1902 l'antropòleg estatunidenc Aleš Hrdlička estimà que el nombre d'òpates "purs" era de 500 a 600. Un altre antropòleg, Carl Sofus Lumholtz, va comentar que els ópats “havien perdut llur llengua, religió, i tradicions, vestien com els mexicans, i en aparença no són de cap manera distingibles de la classe treballadora de Mèxic amb la que s'han fusionat a fons, freqüent a través del matrimoni.”